# Baía de Sullivan
A Baía de Sullivan fica a 60 km ao sul de Melbourne, em Port Phillip, um quilômetro a leste de Sorrento em Vitória. Foi estabelecido como um assentamento para condenados de curta duração em 1803 pelo tenente-coronel David Collins, que nomeou a baía em homenagem ao subsecretário de Estado para a Guerra e às colônias, John Sullivan.